# 朱武

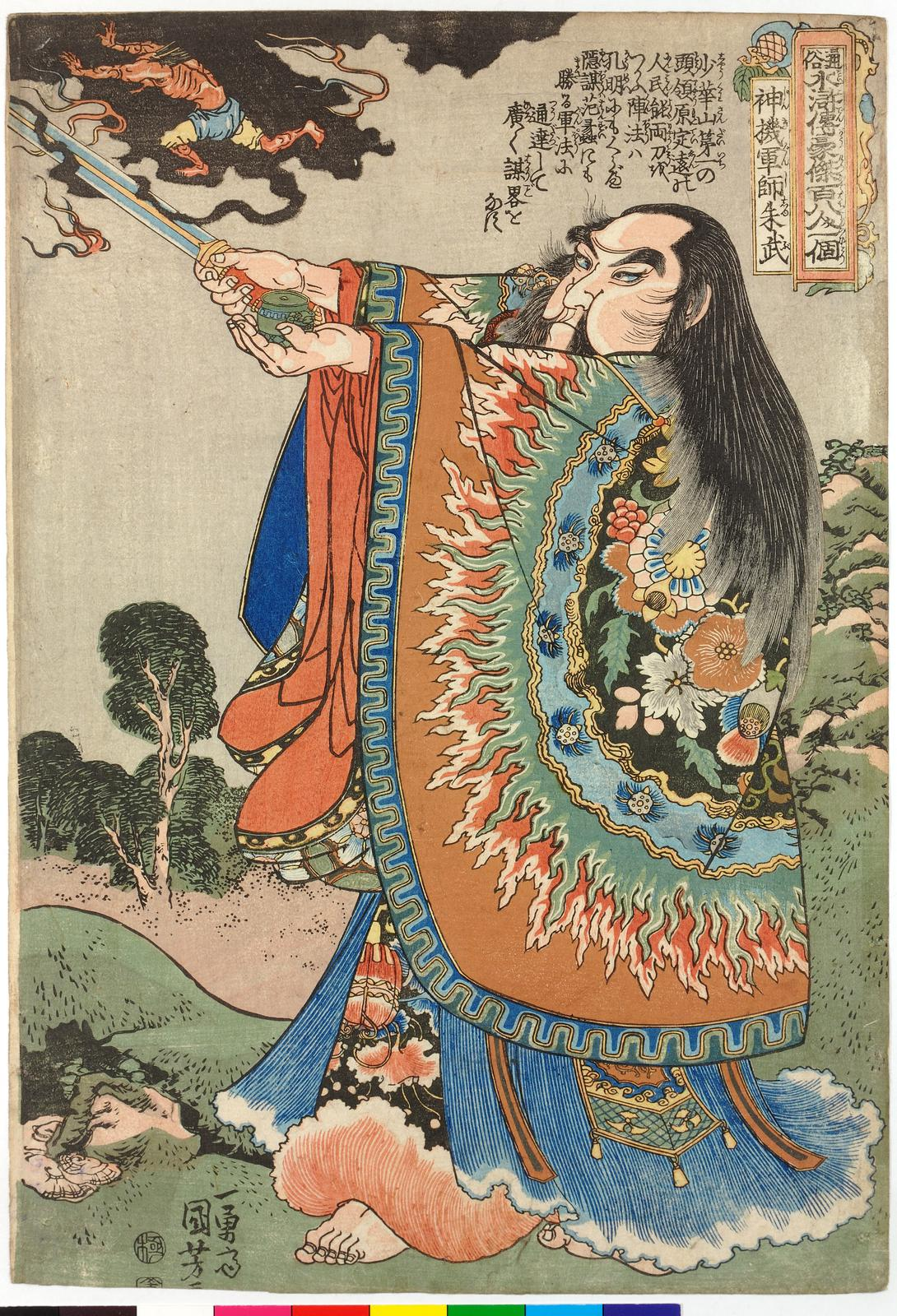
朱武

朱 武（しゅ ぶ、拼音: Zhū Wǔ）は、中国の小説で四大奇書の一つである『水滸伝』の登場人物。
梁山泊第三十七位の好漢。地魁星の生まれ変わり。渾名は神機軍師（しんきぐんし）。梁山泊の108人は36人の天罡星と72人の地煞星に分かれるが、朱武は下位の地煞星のうちのトップに位置する。定遠県出身で、華州の近く少華山で陳達・楊春とともに山賊稼業をしていた。両刀を使うと紹介されるが、武器を取って戦う局面はほとんどない。

## 生涯
陳達・楊春と3人で義兄弟の契りを結び、少華山で山賊となっていた。ある時、陳達が華陰県を襲おうと計画を立てるが、途中にある史家村に史進という腕利きの若者がいることを知っていた朱武は引き留める。しかし、陳達はそれにもかかわらず出陣して史進に捕らわれる。朱武は機転を利かせて史進の前に自首し、史進の侠気に取り入って逆に親交を結んだ。やがて史進は山賊と交わっていることが露顕したために村を焼き払って逃亡する。朱武は史進を少華山の頭領として迎えようとしたが、山賊に身を落とすことを潔しとしなかった史進は華州を去る。
紆余曲折の後、戻ってきた史進は少華山の頭領となる。その後、梁山泊入りした魯智深が史進を迎えるべく到来するが、史進は華州の賀太守によって捕らえられており、魯智深もまた捕らえられてしまった。その後、梁山泊から派遣された救援軍により二人は救い出され、それとともに少華山の朱武・陳達・楊春もともに梁山泊入りすることとなった。
梁山泊に入った後、朱武は軍師である呉用・公孫勝を補佐し、機密を司る軍務担当の一員、いわば副軍師としての役割を担い、公孫勝が離脱した後の方臘との戦いではその後を襲うかたちで正軍師的役割を担う。どちらかというと細かい策略を用いる呉用に対し、陣形の知識にたけた朱武は軍を動かす時の用兵術を期待されたが、敵の陣形を見破ることはできるものの、実際の攻略においてはそれほど知識が役に立っていないなど、軍師としての役割は呉用に若干劣る。
方臘の乱を平定後、梁山泊軍の解体の後は、いったん武奕郎・都統領の任を授かるが、官職を捨てて樊瑞に道術を学び、後に公孫勝に弟子入りした。